# 拘纓人
拘纓人（こうえいじん）は中国に伝わる伝説上の人種である。句嬰とも。古代中国では北方に位置する国に棲んでいたとされる。

## 概説
古代中国の地理書『山海経』の海外北経によると、拘纓国は跂踵国の西にあり、拘纓人はつねに片手で纓（えい、冠のひも）を持っているという。
中国神話学者・袁珂は、「拘纓」の「えい」（嬰）は本来は首まわりなどに生じる「こぶ」という意味を示しており、もともとはそのような「こぶ」を手で持っている描写を与えられていた異国人物なのではないかとしている。